# Campionat del Món de motocròs 1959
La temporada de 1959 del Campionat del Món de motocròs fou la 3a edició d'aquest campionat, organitzat per la FIM. El calendari oficial constava d'11 Grans Premis, celebrats entre el 12 d'abril i el 23 d'agost.
A partir d'aquell any, l'antiga Coup d'Europe de motocròs en la categoria de 250cc passà a anomenar-se Campionat d'Europa ("European Championship").

## Sistema de puntuació
Barem de puntuació de 1952 a 1969:
| Posició | 1 | 2 | 3 | 4 | 5 | 6 |
| Punts   | 8 | 6 | 4 | 3 | 2 | 1 |

| Resultats que computen                         |
| 1/2 + 1 dels GP (cal acabar-hi les 2 mànegues) |

## 500 cc

### Classificació final
| Posició | Pilot           | Motocicleta     | Punts          |
| ------- | --------------- | --------------- | -------------- |
| 1       | Sten Lundin     | Monark          | 44 net/54 brut |
| 2       | Bill Nilsson    | Crescent-AJS 7R | 36             |
| 3       | Dave Curtis     | Matchless       | 34             |
| 4       | Broer Dirkx     | BSA             | 27             |
| 5       | Leslie Archer   | Norton ACT      | 23             |
| 6       | Jeff Smith      | BSA             | 21             |
| 7       | Don Rickman     | Triumph-Métisse | 12             |
| 8       | Lars Gustavsson | Monark          | 12             |
| 9       | René Baeten     | AJS 7R special  | 9              |
| 10      | Derek Rickman   | Triumph-Métisse | 6              |

## I Campionat d'Europa 250 cc

### Classificació final
| Posició | Pilot              | Motocicleta | Punts          |
| ------- | ------------------ | ----------- | -------------- |
| 1       | Rolf Tibblin       | Husqvarna   | 51             |
| 2       | Brian Stonebridge  | Greeves     | 40             |
| 3       | Jaromir Cizek      | Jawa        | 34             |
| 4       | Jaroslav Kmoch     | Jawa        | 29             |
| 5       | Stig Rickardsson   | Husqvarna   | 23             |
| 6       | Frantisek Ron      | Jawa        | 22 net/23 brut |
| 7       | Lennart Dahlén     | Husqvarna   | 22 net/23 brut |
| 8       | Miloslav Soucek    | ESO         | 13             |
| 9       | Torsten Hallman    | Husqvarna   | 9              |
| 10      | Dave Bickers       | Greeves     | 9              |
| 11      | Willy Oesterle     | Maico       | 8              |
| 11      | Fritz Betzelbacher | Maico       | 8              |

## Resum: Podi final 1959
|           | 500 cc       | 500 cc    | 250 cc            | 250 cc    |
| Campió    | Sten Lundin  | Monark    | Rolf Tibblin      | Husqvarna |
| Subcampió | Bill Nilsson | Crescent  | Brian Stonebridge | Greeves   |
| Tercer    | Dave Curtis  | Matchless | Jaromir Cizek     | Jawa      |